# هيربرت نينوس
هربرت نينوس (31 مارس 1937 في فويتسبرغ – 24 نيسان 2015)، لاعب و إداري كرة قدم نمساوي و إسترالي.

## مسيرته
بدأ مسيرته في نادي "FC St. Veit" النمساوي، ثم انتقل إلى فريق غراتزر أي كاي، و تبعه أخوه لاحقاً. كان أول ظهور له في الدوري النمساوي موسم 1954\55. أحرز 24 هدفاً في 25 مباراة في موسم عام 1957/58، و تمت دعوته إلى كأس العالم عام 1958 بعدها، لكنه لم يشارك في المباراة. أول ظهور عالمي له كان في 5 أوكتوبر عام 1958 في مباراة أمام يوغوسلافيا أحرز فيها هدفاً.
هاجر إلى استراليا عام 1959، حيث شارك في نادي سيدني بريغ وكان عضواً في دوري أبطال نيو ساوث ويلز الممتاز عام 1959 في الفريق الفائز. شارك بعدها في نادي سيدني هاكواه وأحرز هدفاً مصيرياً في كأس الاتحاد الاسترالي عام 1965. بعد أن أصبح مواطناً أسترالياً شارك في مبرايتين عالميتين من الدرجة الثانية لأستراليا مقابل نادي إفرتون الانجليزي، و أحرز ثلاثة أهداف. كما أنّه لعب عدة مباريات لنيوساوث ويلز.
بعد انتهاء مسيرته كلاعب، عمل هربرت كمدرّب.

## إنجازاته
- بطولة الدوريات الممتازة الوطنية في نيو ساوث ويلز عام 1959
- كأس الاتحاد الأسترالي 1965.
- ظهوران عالَميّان في منتخب النمسا لكرة القدم أحرز فيهما هدف واحد، عام 1958.
- ظهوران عالميان في منتخب أستراليا لكرة القدم أحرز فيهما ثلاثة أهداف، عام 1964.